# Siberische waterpieper
De Siberische waterpieper (Anthus japonicus) is een zangvogel uit de familie Motacillidae (piepers en kwikstaarten). Eerder was dit een ondersoort van de Pacifische waterpieper  die na deze splitsing is hernoemd in Amerikaanse waterpieper (A. rubescens).

## Verspreiding en leefgebied
De Siberische waterpieper broedt in centraal en oostelijk Siberië en trekt na de broedtijd naar zuidelijk China, Korea en Japan.